# Players Tour Championship
Het Players Tour Championship was tot 2016 een jaarlijkse serie van snookertoernooien in Europa (European Tour) en Azië (Asian Tour). Al deze snookertoernooien leverden een klein aantal rankingpunten op. De serie werd afgesloten met de Players Tour Championship Finals, die meetelde als een volledig rankingtoernooi. 32 spelers kwalificeerden zich voor de finale op basis van hun resultaten behaald op de European Tour en de Asian Tour.

## Geschiedenis
Het PTC werd geïntroduceerd in het seizoen 2010/11 en bestond in eerste instantie uit zes Europese toernooien (Euro Players Tour Championship) en zes toernooien in Sheffield (Players Tour Championship). Er mochten 24 spelers meedoen aan de finale in Dublin, die Shaun Murphy op zijn naam schreef. In het seizoen 2011/12 werden alle twaalf toernooien PTC Events genoemd, maar de opzet bleef hetzelfde: zes toernooien in Sheffield en zes daarbuiten. Stephen Lee won de finale in Dublin. Het volgende seizoen (2012/13) werden er voor het eerst toernooien in Azië in de PTC opgenomen. Dit seizoen was er sprake van een European Tour (6 toernooien), een Asian PTC (3 toernooien) en een PTC (4 toernooien, nu in Gloucester). De finale, nu met 32 deelnemers en gehouden in Galway, werd gewonnen door Ding Junhui. Vanaf het seizoen 2013/14 bestaan alleen de European Tour en de Asian Tour. Het aantal toernooien werd teruggebracht naar twaalf, waarvan twee in Engeland en vier in Azië. De finale werd wel in Engeland gehouden (Preston) en werd gewonnen door Barry Hawkins. In het seizoen 2014/15 werd het aantal toernooien verder teruggebracht naar negen. De finale werd voor het eerst buiten Europa gehouden, in Bangkok. Joe Perry schreef deze op zijn naam. Het volgende seizoen stonden er zeven toernooien op het programma, waarvan slechts een voor de Asian Tour. De finale werd gewonnen door Mark Allen. Na dit seizoen werd het PTC opgeheven. Enkele van de vaste toernooien van het PTC werden rankingtoernooien op zichzelf, namelijk de Riga Masters, de Paul Hunter Classic en de Gibraltar Open. De finale werd hernoemd naar Players Championship en is sindsdien ook een rankingtoernooi op de snookerkalender.

## Erelijst

### 2010/11
| Toernooi   | Plaats      | Winnaar         | Verliezend finalist | Score |
| ---------- | ----------- | --------------- | ------------------- | ----- |
| PTC-1      | Sheffield   | Mark Williams   | Stephen Maguire     | 4 – 0 |
| PTC-2      | Sheffield   | Mark Selby      | Barry Pinches       | 4 – 3 |
| PTC-3      | Sheffield   | Tom Ford        | Jack Lisowski       | 4 – 0 |
| PTC-4      | Sheffield   | Barry Pinches   | Ronnie O'Sullivan   | 4 – 3 |
| EPTC-1     | Fürth       | Judd Trump      | Anthony Hamilton    | 4 – 3 |
| EPTC-2     | Brugge      | Shaun Murphy    | Matthew Couch       | 4 – 2 |
| PTC-5      | Sheffield   | Ding Junhui     | Jamie Jones         | 4 – 1 |
| PTC-6      | Sheffield   | Dominic Dale    | Martin Gould        | 4 – 3 |
| EPTC-3     | Rüsselsheim | Marcus Campbell | Liang Wenbo         | 4 – 0 |
| EPTC-4     | Gloucester  | Stephen Lee     | Stephen Maguire     | 4 – 2 |
| EPTC-5     | Hamm        | John Higgins    | Shaun Murphy        | 4 – 2 |
| EPTC-6     | Praag       | Michael Holt    | John Higgins        | 4 – 3 |
| PTC-Finals | Dublin      | Shaun Murphy    | Martin Gould        | 4 – 0 |

### 2011/12
| Toernooi   | Plaats                     | Winnaar           | Verliezend finalist | Score |
| ---------- | -------------------------- | ----------------- | ------------------- | ----- |
| PTC-1      | Sheffield                  | Ronnie O'Sullivan | Joe Perry           | 4 – 0 |
| PTC-2      | Gloucester                 | Judd Trump        | Ding Junhui         | 4 – 0 |
| PTC-3      | Sheffield                  | Ben Woollaston    | Graeme Dott         | 4 – 2 |
| PTC-4      | Fürth                      | Mark Selby        | Mark Davis          | 4 – 0 |
| PTC-5      | Sheffield                  | Andrew Higginson  | John Higgins        | 4 – 1 |
| PTC-6      | Warschau                   | Neil Robertson    | Ricky Walden        | 4 – 1 |
| PTC-7      | Gloucester                 | Ronnie O'Sullivan | Matthew Stevens     | 4 – 2 |
| PTC-8      | Killarney                  | Neil Robertson    | Judd Trump          | 4 – 1 |
| PTC-9      | Antwerpen                  | Judd Trump        | Ronnie O'Sullivan   | 4 – 3 |
| PTC-10     | Sheffield                  | Michael Holt      | Dominic Dale        | 4 – 2 |
| PTC-11     | Sheffield                  | Tom Ford          | Martin Gould        | 4 – 3 |
| / PTC-12   | Sheffield Fürstenfeldbruck | Stephen Maguire   | Joe Perry           | 4 – 2 |
| PTC-Finals | Dublin                     | Stephen Lee       | Neil Robertson      | 4 – 0 |

### 2012/13
| Toernooi   | Plaats                     | Winnaar         | Verliezend finalist | Score |
| ---------- | -------------------------- | --------------- | ------------------- | ----- |
| APTC-1     | Zhangjiagang               | Stuart Bingham  | Stephen Lee         | 4 – 3 |
| PTC-1      | Gloucester                 | Stephen Maguire | Jack Lisowski       | 4 – 3 |
| PTC-2      | Gloucester                 | Martin Gould    | Stephen Maguire     | 4 – 3 |
| ET-1       | Fürth                      | Mark Selby      | Joe Swail           | 4 – 1 |
| PTC-3      | Gloucester                 | Rod Lawler      | Marco Fu            | 4 – 2 |
| APTC-2     | Yixing                     | Stephen Lee     | Ding Junhui         | 4 – 0 |
| / ET-2     | Sheffield Gdynia           | Neil Robertson  | Jamie Burnett       | 4 – 3 |
| ET-3       | Antwerpen                  | Mark Allen      | Mark Selby          | 4 – 1 |
| APTC-3     | Zhengzhou                  | Stuart Bingham  | Li Hang             | 4 – 3 |
| PTC-4      | Gloucester                 | John Higgins    | Judd Trump          | 4 – 2 |
| ET-4       | Sofia                      | Judd Trump      | John Higgins        | 4 – 0 |
| ET-5       | Ravenscraig                | Ding Junhui     | Anthony McGill      | 4 – 2 |
| / ET-6     | Sheffield Fürstenfeldbruck | Mark Selby      | Graeme Dott         | 4 – 3 |
| PTC-Finals | Galway                     | Ding Junhui     | Neil Robertson      | 4 – 3 |

### 2013/14
| Toernooi   | Plaats       | Winnaar           | Verliezend finalist | Score |
| ---------- | ------------ | ----------------- | ------------------- | ----- |
| ET-1       | Sofia        | John Higgins      | Neil Robertson      | 4 – 1 |
| AT-1       | Yixing       | Joe Perry         | Mark Selby          | 4 – 1 |
| ET-2       | Rotterdam    | Mark Williams     | Mark Selby          | 4 – 3 |
| ET-3       | Doncaster    | Ricky Walden      | Marco Fu            | 4 – 3 |
| ET-4       | Fürth        | Ronnie O'Sullivan | Gerard Greene       | 4 – 0 |
| AT-2       | Zhangjiagang | Ju Reti           | Michael Holt        | 4 – 1 |
| ET-5       | Mülheim      | Mark Allen        | Ding Junhui         | 4 – 1 |
| AT-3       | Zhengzhou    | Liang Wenbo       | Lyu Haotian         | 4 – 0 |
| ET-6       | Gloucester   | Mark Allen        | Judd Trump          | 4 – 1 |
| ET-7       | Antwerpen    | Mark Selby        | Ronnie O'Sullivan   | 4 – 3 |
| ET-8       | Gdynia       | Shaun Murphy      | Fergal O'Brien      | 4 – 1 |
| AT-4       | Dongguan     | Stuart Bingham    | Liang Wenbo         | 4 – 1 |
| PTC-Finals | Preston      | Barry Hawkins     | Gerard Greene       | 4 – 0 |

### 2014/15
| Toernooi   | Plaats   | Winnaar         | Verliezend finalist | Score |
| ---------- | -------- | --------------- | ------------------- | ----- |
| AT-1       | Yixing   | Ding Junhui     | Michael Holt        | 4 – 2 |
| ET-1       | Riga     | Mark Selby      | Mark Allen          | 4 – 3 |
| ET-2       | Fürth    | Mark Allen      | Judd Trump          | 4 – 2 |
| ET-3       | Sofia    | Shaun Murphy    | Martin Gould        | 4 – 2 |
| AT-2       | Haining  | Stuart Bingham  | Oliver Lines        | 4 – 0 |
| ET-4       | Mülheim  | Shaun Murphy    | Robert Milkins      | 4 – 0 |
| ET-5       | Lissabon | Stephen Maguire | Matthew Selt        | 4 – 2 |
| AT-3       | Xuzhou   | Joe Perry       | Thepchaiya Un-Nooh  | 4 – 1 |
| ET-6       | Gdynia   | Neil Robertson  | Mark Williams       | 4 – 0 |
| PTC-Finals | Bangkok  | Joe Perry       | Mark Williams       | 4 – 3 |

### 2015/16
| Toernooi   | Plaats     | Winnaar       | Verliezend finalist | Score  |
| ---------- | ---------- | ------------- | ------------------- | ------ |
| ET-1       | Riga       | Barry Hawkins | Tom Ford            | 4 – 1  |
| ET-2       | Fürth      | Ali Carter    | Shaun Murphy        | 4 – 3  |
| ET-3       | Mülheim    | Rory McLeod   | Tian Pengfei        | 4 – 2  |
| AT-1       | Haining    | Ding Junhui   | Ricky Walden        | 4 – 3  |
| ET-4       | Sofia      | Mark Allen    | Ryan Day            | 4 – 0  |
| ET-5       | Gibraltar  | Marco Fu      | Michael White       | 4 – 1  |
| ET-6       | Gdynia     | Mark Selby    | Martin Gould        | 4 – 1  |
| PTC-Finals | Manchester | Mark Allen    | Ricky Walden        | 10 – 6 |